# قوبيون مداري
قوبيون مداري (الاسم العلمي:Gobius tropicus) هو نوع من الأسماك يتبع جنس القوبيون من الفصيلة القوبيونية.